# Читалиште

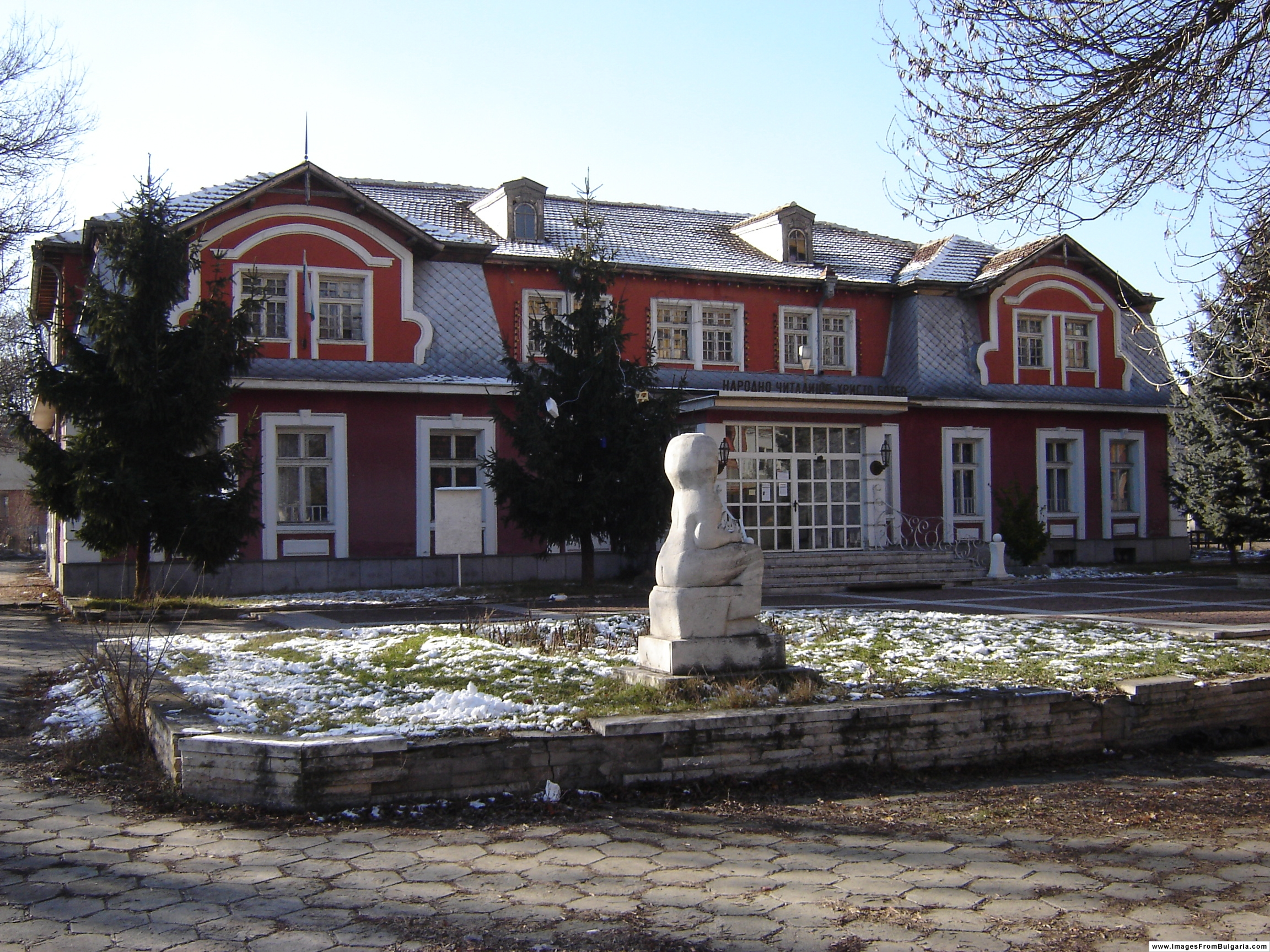
Читалиште в місті Божуриште Софійської області

Чита́лиште (болг. Чита́лище) — характерна винятково для Болгарії громадська установа, що поєднує в собі функції бібліотеки, театру, школи танців, музики та іноземних мов, а також клубів за інтересами.
Назва походить від болгарського дієслова чета́ («читаю»), тобто власне читалиште перекладається дослівно як «місце для читання» (читальня).
Головне призначення читалиште — поєднати якомога більше форм культурно-просвітницької діяльності в одному місці. Оскільки всі культурні заходи тут відбувались у різні дні тижня і в різний час протягом дня, то для них усіх цілком вистачало одного піаніно та одного комплекту музичних інструментів, що використовувались почергово задля навчання дітей, для танців, хорового виконання пісень тощо. Той же самий принцип застосовувався для артистичних костюмів та решти театрального та художнього реквізиту.
Єдине багатофункціональне приміщення — це бібліотека, хоча подеколи в ній проводились уроки або так звані «тихі заняття».
Перші форми читалиштної діяльності виникли у Болгарії в 1856 році в містах Свиштові, Ломі та Шумені. Нині в Болгарії діють 3 417 читалиште. 
У 2017 році Болгарське читалиште було внесено до списку ЮНЕСКО.